# Raoul Mortier
Raoul Mortier (* 13. Juli 1881 in Vouillé; † 8. Dezember 1951 in Paris) war ein französischer Pädagoge, Romanist, Mediävist und Lexikograf.

## Leben und Werk
Raoul Mortier wurde 1903 Lehrer an der École Nationale Professionnelle de Vierzon (heute: Lycée Henri-Brisson). Er war Generalsekretär der Vereinigung für die Entwicklung des Technischen Unterrichts (Association Française pour le Développement de l’Enseignement Technique AFDET) und Regierungsbeauftragter für das Berufsschulwesen. 1912 wurde er von der Universität Clermont-Ferrand promoviert und ging nach Paris. Im Ersten Weltkrieg lernte er Aristide Quillet kennen, in dessen Verlag er mehrere Projekte leitete, darunter eine vierbändige Religionsgeschichte. Höhepunkt seiner dreißigjährigen Mitarbeit war der Dictionnaire encyclopédique Quillet in sechs Bänden.
Mortier war Kommandeur der Ehrenlegion. In Montmorillon ist ein Gymnasium nach ihm benannt.

## Weitere Werke
- La sénéchaussée de la Basse-Marche. Contribution à l’étude de la géographie de l’ancienne France. Hachette, Paris 1912. (Dissertation Universität Clermont-Ferrand im Fach Lettres)
- Histoire générale des littératures anciennes. Quillet, Paris 1923.
- Histoire générale des littératures étrangères en 2 volumes. Quillet, Paris 1925.
- L’activité humaine. Statistique comparée de géographie économique. Paris 1937.
- La Chanson de Roland. Essai d’interprétation du problème des origines. Quelques suggestions nouvelles. Union latine d’éditions, Paris 1939.
- (Hrsg.) Rabelais, sa vie, son œuvre. Édition en vieux français et adaptation en français moderne. Union latine d’éditions, Paris 1933.
- (Hrsg.) La Chanson de Roland. Union latine d’éditions, Paris 1936.
- (Hrsg.) Les farces du moyen âge. Édition en vieux français et version en français moderne. Union latine d’éditions, Paris 1937.
- (Hrsg.) Les quinze joies du mariage. Édition en vieux français et version en français moderne. Union latine d’éditions, Paris 1937.
- (Hrsg.) L’Oeuvre de François Villon. Édition en vieux français et version en français moderne. Union latine d’éditions, Paris 1937.
- (Hrsg. mit Maxime Gorce) Histoire générale des religions. 4 Bde. Quillet, Paris 1944–1952.
- (Hrsg.) Les Textes de la Chanson de Roland. 10 Bde. Éditions de la Geste Francor, Paris 1940–1952.